# Ichneumon ludio
Ichneumon ludio là một loài tò vò trong họ Ichneumonidae.